# Karim Salman Muhsin
Karim Salman Muhsin (ar. كريم سلمان محسن; ur. w 1957) – iracki zapaśnik walczący w stylu wolnym. Olimpijczyk z Moskwy 1980, gdzie zajął siódme miejsce w wadze koguciej.
Piąty na mistrzostwach Azji w 1981. Mistrz arabski w 1979 roku.

## Letnie Igrzyska Olimpijskie 1980
| Konkurencja      | Rundy eliminacyjne    | Rundy eliminacyjne  | Rundy eliminacyjne     | Rundy eliminacyjne               | Klas. końcowa |
| Konkurencja      | Przeciwnik I          | Przeciwnik II       | Przeciwnik III         | Przeciwnik IV                    | Miejsce       |
| ---------------- | --------------------- | ------------------- | ---------------------- | -------------------------------- | ------------- |
| 57 kg styl wolny | Sándor Németh (HUN) P | Phạm Văn Tý (VIE) Z | Carlos Hurtado (PER) Z | Dugarsürengijn Ojuunbold (MGL) P | 7.            |